# Grammy Award for Best Concept Music Video
Der Grammy Award for Best Concept Music Video, auf Deutsch „Grammy-Auszeichnung für das beste Konzept-Musikvideo“, ist ein Musikpreis, der 1988 und 1989 von der amerikanischen Recording Academy im Bereich Musikvideo verliehen wurde.

## Geschichte und Hintergrund
Die seit 1959 verliehenen Grammy Awards werden jährlich in zahlreichen Kategorien von der Recording Academy in den Vereinigten Staaten vergeben, um künstlerische Leistung, technische Kompetenz und hervorragende Gesamtleistung ohne Rücksicht auf die Album-Verkäufe oder Chart-Position zu würdigen.
Eine dieser Kategorien war der Grammy Award for Best Concept Music Video. Der Preis wurde 1988 und 1989 vergeben. Bereits 1982 hatte die Recording Academy begonnen, Musikvideos mit der Kategorie Grammy Award for Video of the Yearauszuzeichnen. Diese Kategorie wurde jedoch 1984 mit der Etablierung der MTV Video Music Awards im Jahr 1984 eingestellt und ersetzt durch den Grammy Award for Best Video, Short Form und den Grammy Award for Best Video Album. Änderungen der Vergabekriterien führten dazu, dass 1988 und 1989 die beiden Kategorien Grammy Award for Best Performance Music Video und Grammy Award for Best Concept Music Video etabliert wurden. Bereits 1990 kehrte die Recording Academy zum vorangehenden Format zurück und verleiht seitdem den Grammy Award for Best Music Video und den Grammy Award for Best Music Film.

## Gewinner und Nominierte
| Jahr | Gewinner          | Nationalität           | Video             | Nominierte | Bild des/der Gewinner(s) |
| ---- | ----------------- | ---------------------- | ----------------- | --- | --- |
| 1988 | Genesis           | Vereinigtes Königreich | Land Of Confusion | - David Bowie – Day-In Day-Out - Kate Bush – The Whole Story - David Lee Roth – David Lee Roth - Janet Jackson – Control – The Videos Part II    | Four men on a stage; two are playing guitars, one is sitting on a stool and holding a microphone, and one is playing keyboards. Various stage equipment, lighting fixtures, drum sets, speakers and other audio equipment can be seen in the background. |
| 1989 | Weird Al Yankovic | Vereinigte Staaten     | Fat               | - Hampton String Quartet – Get a Job - George Harrison – When We Was Fab - Talking Heads – Storytelling Giant - Neil Young – This Note’s for You | A man standing behind a microphone stand, wearing a yellow shirt that contains the text „Atlantic Records Sucks“ |